# Bashkia e Rubikut
Bashkia e Rubikut är en kommun i Albanien.   Den ligger i prefekturen Qarku i Lezhës, i den norra delen av landet, 50 kilometer norr om huvudstaden Tirana.
I omgivningarna runt Bashkia e Rubikut växer i huvudsak blandskog.  Runt Bashkia e Rubikut är det ganska glesbefolkat, med 38 invånare per kvadratkilometer.